# Basilides Barna
Barna Basilides, podle obvyklého maďarského systému Basilides Barna (2. března 1903 Tornaľa – 12. února 1967 Budapešť), byl maďarský malíř, grafik a tvůrce gobelínů. 

## Život
Barna Basilides studoval v roce 1920 na Umělecké univerzitě Moholy-Nagy, poté na Královské akademii umění (1921–1925), kde získal diplom. Jeho nejvýznamnějším učitelem byl Gyula Rudnay. Po diplomu odjel na studijní cestu do Itálie později na studijní cestu do Paříže, Vídně, Prahy. V roce 1935 vytvořil v Ženevě pro Společnost národů tapisérie . Ve školním roce 1939 získal stipendium v Římě, po návratu domů vstoupil do umělecké skupiny Szolnok . Za socialismu též maloval zahraniční zakázky. Rád maloval krajiny .

## Vybrané výstavy
- 1928 Budapešť spolu se Sándorem Basilidesem a Aurélem Bernáthem
- 1930 grafická výstava Nyugat
- 1932, 1942 bienále v Benátkách
- 1939 Art Hall Budapešť
- 1947, 1966, 1972 Budapešť